# 拉脫維亞人
拉脫維亞人（拉脫維亞语：latvieši）是北歐波羅的人的一支，拉脫維亞的主體民族，屬北歐人種。拉脫維亞人和立陶宛人是目前波羅的人和波羅的語族僅存的兩支。目前，拉脫維亞人總人口大約在154萬左右，其中有132萬居住在拉脫維亞本國。拉脫維亞人以拉脫維亞語為母語。大部分拉脫維亞人信奉基督新教路德宗，也有少數人信奉天主教及東正教。由於曾長期被俄罗斯人統治，許多拉脫維亞人以俄語為第二母語。在海外的拉脫維亞人多居住在英國、美國和俄羅斯。